# Rettori dell'Università degli Studi di Napoli "L'Orientale"
Sono annoverate quelle personalità che, a vario titolo, hanno contribuito alla nascita e allo sviluppo accademico dell'Orientale di Napoli. Dal 1973 l'Istituto Universitario Orientale si strutturò interamente su base dipartimentale, assumendo le caratteristiche di un Ateneo plurifacoltà.

## Regno di Napoli
Superiori del Collegio dei Cinesi
- 1732-1746: Matteo Ripa
- 1746-1785: Gennaro Fatigati
- 1786-1798: Francesco Massei
- 1798-1804: Ignazio Orlando
- 1804-1815: Emanuele de Martino
- 1815-1816: Mariano Santucci

## Regno delle Due Sicilie
- 1816-1824: Mariano Santucci
- 1824-1827: Romualdo Pelosi
- 1827-1830: Ignazio Orlando
- 1830-1833: Giovanni Borgia
- 1833-1854: Antonio Galatola
- 1854-1857: Giuseppe Micillo
- 1857-1861: Giuseppe Gagliano

## Regno d'Italia
- 1861-1882: Giuseppe Gagliano

Superiori del Real collegio asiatico
- 1882-1888: Giovanni Falanga

Direttori dell'Istituto orientale
- 1888-1890: Luigi Palmucci (regio provveditore)
- 1890-1891: Italo Pizzi (facente funzione)
- 1891-1895: Ludovico Nocentini
- 1895-1899: Michele Kerbaker (incaricato)
- 1899-1900: Gherardo De Vincentiis (facente funzione)
- 1900-1914: Enrico Cocchia
- 1914-1916: Luigi Bonelli
- 1916-1917: Guido Amedeo Vitale
- 1917-1920: Francesco Beguinot
- 1920-1925: Francesco Schirò
- 1925-1940: Francesco Beguinot
- 1940-1944: Michelangelo Guidi (regio commissario)
- 1944-1945: Francesco Beguinot (commissario governativo)
- 1945-1947: Elio Migliorini

## Repubblica Italiana
- 1947-1953: Giacomo Cavallucci
- 1954-1956: Giuseppe De Luigi

Direttori dell'Istituto universitario orientale
- 1956-1958: Leone Pacini
- 1958-1961: Marcello Muccioli
- 1961-1967: Alessio Bombaci
- 01.11.1967-16.12.1970: Roberto Rubinacci
- 17.12.1970-31.10.1973: Gherardo Gnoli

Rettori dell'Istituto universitario orientale
- 01.11.1973-19.04.1977: Gherardo Gnoli
- 20.04.1977-02.04.1978: Luciano Zagari
- 03.04.1978-18.02.1979: Gherardo Gnoli
- 19.02.1979-31.10.1981: Nullo Minissi
- 01.11.1981-31.10.1984: Maurizio Taddei
- 01.11.1984-31.10.1987: Roberto Rubinacci
- 01.11.1987-24.07.1989: Biagio De Giovanni
- 25.07.1989-11.10.1989: Adriano Valerio Rossi (pro-rettore, facente funzione)
- 12.10.1989-31.10.1992: Domenico Silvestri
- 01.11.1992-31.10.1998: Adriano Valerio Rossi
- 01.11.1998-31.10.2001: Mario Agrimi

Rettori dell'Università degli Studi di Napoli "L'Orientale"
- 01.11.2001-28.04.2008: Pasquale Ciriello
- 29.04.2008-13.07.2008: Giovanni Battista De Cesare (decano, facente funzione)
- 14.07.2008-31.10.2014: Lida Viganoni
- 1.11.2014-31.10.2020: Elda Morlicchio

Rettori dell'Università di Napoli "L'Orientale":
- 1.11.2020-31.10.2026: Roberto Tottoli[1]